# معتاد عشق (فیلم)
معتاد عشق یا معتاد به عشق (به انگلیسی: Addicted to Love) فیلمی به کارگردانی گریفین دان و فیلم‌نامهٔ رابرت گوردون و محصول ۱۹۹۷ سینمای آمریکا است. فیلم کلاغ پر برداشتی از این فیلم است.

## خلاصهٔ داستان
سَم (برادریک) در شهر کوچکی در ایالت نیوانگلند زندگی می‌کند او از زندگی خود راضی نیست. روزی نامزدش، لیندا (پرستن) به او می‌گوید به شخص دیگری علاقه‌مند شده است و می‌خواهد به نیویورک برود. سم از این حرف او بسیار متعجب می‌شود و نمی‌خواهد لیندا را از دست بدهد. برای همین پس از این که لیندا به منهتن می‌رود او هم به دنبالش به منهتن می‌رود…

## داستان
داستان در شهری کوچک آغاز می‌شود، جایی که سم به‌عنوان ستاره‌شناس کار می‌کند و زندگی آرامی را در کنار معشوقهٔ دوران کودکی‌اش، لیندا، که معلم مدرسه است، می‌گذراند. لیندا خواهان تجربه‌های بیشتری است که آن شهر کوچک نمی‌تواند فراهم کند، پس برای یک دورهٔ دوماههٔ تدریس به نیویورک می‌رود.
اما به‌جای بازگشت، لیندا برای سم یک نامهٔ خداحافظی عشقی می‌فرستد و اعلام می‌کند که قصد دارد در نیویورک بماند. سم بی‌درنگ به نیویورک می‌رود، با این باور که می‌تواند لیندا را دوباره به دست آورد.
سم خیلی زود می‌فهمد که لیندا با مردی جدید به‌نام آنتون زندگی می‌کند، صاحب یک رستوران فرانسوی. او وارد ساختمانی متروکه در روبه‌روی خانهٔ آنتون می‌شود و تجهیزات ستاره‌شناسی‌اش را به ابزارهای جاسوسی تبدیل می‌کند. سم در آن‌جا ساکن می‌شود و با راه‌اندازی دوربین تاریک‌خانه‌ای، تعاملات لیندا و آنتون را زیر نظر می‌گیرد تا اطلاعات بیشتری دربارهٔ آن‌ها کسب کند و پیش‌بینی کند چه زمانی ممکن است از هم جدا شوند.
عملیات جاسوسی سم توسط مگی، عکاس و موتورسواری که قصد دارد از آنتون، نامزد سابقش، انتقام بگیرد، کشف می‌شود. او نیز در اتاقی نزدیک مستقر می‌شود و به‌زودی تجهیزات شنود برای شنیدن صدای آن زوج نصب می‌کند.
سم که بی‌پول است، برای شناخت بهتر آنتون، در رستوران او به‌عنوان ظرف‌شوی مشغول به کار می‌شود. آن‌ها با هم صحبت می‌کنند و دوست می‌شوند، بی‌آن‌که آنتون بداند سم با لیندا چه ارتباطی دارد.
سم و مگی، که با هدف جدایی لیندا و آنتون با هم متحد می‌شوند، به مجموعه‌ای از حقه‌های غیراخلاقی و آزاردهنده متوسل می‌شوند: از دزدیدن هویت و آزار فیزیکی گرفته تا خجالت دادن آنتون در انظار عمومی با کمک میمون یک نمایش خیابانی، پرداخت پول به بچه‌ها برای پاشیدن عطر زنانه روی او در خیابان، جاسازی لباس زیر زنانه و رسید هدیه‌های گران‌قیمت و در نهایت تعطیل کردن رستوران آنتون با آوردن سوسک در شبی شلوغ، درست زمانی که یک منتقد غذا در آن‌جا حضور دارد.
اگرچه در ابتدا با هم دشمن‌اند، اما سم و مگی به‌تدریج در مسیر تلاش برای جدایی لیندا و آنتون به هم علاقه‌مند می‌شوند و هدف اولیه‌شان برای بازگرداندن معشوق‌های پیشین را پیچیده می‌کنند. وقتی مادربزرگ مگی به دیدارشان می‌آید، اصرار می‌کند که آن دو برای گرفتن عکس همدیگر را ببوسند (چون گمان می‌کند سم نامزد نوه‌اش است) و آن‌ها آشکارا لحظه‌ای عاطفی را تجربه می‌کنند. اما ناگهان درمی‌یابند لیندا از آنتون جدا شده، چون آنتون واقعاً با زنی دیگر که در بانک برای گرفتن وام به او کمک می‌کرد، رابطه داشته است.
مگی، حالا که لیندا رفته، سم را بیرون می‌اندازد. سم به‌طور اتفاقی با آنتونِ افسرده روبه‌رو می‌شود و به خانهٔ او می‌رود. مگی آن دو را زیر نظر می‌گیرد. فردای آن روز، وقتی لیندا را می‌بیند و می‌بوسد، مگی او را تعقیب می‌کند و شب هم جاسوسی‌اش را ادامه می‌دهد؛ همان زمانی که سم به آنتونِ مصدومی که خودش ناخواسته باعث شده در گچ کامل بالاتنه باشد، کمک می‌کند. وقتی سم از لیندا نام می‌برد، آنتون به او مشکوک می‌شود و به او حمله می‌کند.
سرانجام، مگی با آنتون آشتی می‌کند، سم حقیقت را به لیندا می‌گوید و در پایان، دو زوج شکل می‌گیرند: سم و مگی، آنتون دوباره با لیندا.